# Grand Hotel (Sopot)
Le Grand Hôtel de Sopot, en Pologne, a été construit de 1924 à 1927 en style néo-baroque pour un coût de 20 millions de florins de Dantzig, sous le nom initial de Kasino Hotel. Il était - et est toujours - l'hôtel le plus raffiné de Sopot.
Il est situé au bord de la mer de la baie de Gdańsk, au cœur de la ville, à proximité de la plage.
Dans la nuit du 13 décembre 1981, une cinquantaine de responsables du syndicat Solidarność réunis dans l'hôtel, parmi lesquels Krzysztof Czabański (pl), Lech Dymarski (pl), Jacek Kuroń, Tadeusz Mazowiecki, Karol Modzelewski, Jan Rulewski (pl), Jan Strzelecki (pl) et Krzysztof Wyszkowski (pl) ont été arrêtés par la SB pour être internés à la suite de la proclamation de l'état de siège.
Le Grand Hotel a été entièrement rénové au cours des dernières années, tout en conservant l'atmosphère classique de la période précédente. En 2007, il a été décidé d'ouvrir le Grand Spa, afin de maintenir l'histoire de Sopot comme station thermale.
Il fait partie de la chaîne des hôtels Sofitel (groupe Accor).

## Des invités prestigieux
- Alphonse XIII, roi d'Espagne
- Charles Aznavour, chanteur et acteur français
- Joséphine Baker, artiste, chanteuse et danseuse française d'origine américaine,
- Boney M., groupe allemand de pop et de disco
- Martin Bormann, dignitaire nazi
- Fidel Castro, président de la république de Cuba
- Marlene Dietrich, actrice, chanteuse et artiste de cabaret allemande
- Charles de Gaulle, général et homme politique français
- Hermann Göring, dignitaire nazi
- Karel Gott, chanteur tchèque
- Adolf Hitler
- Annie Lennox, chanteuse et musicienne écossaise
- Greta Garbo, actrice d'origine suédoise
- Vladimir Poutine, président de la fédération de Russie
- Jan Kiepura, chanteur (ténor) et acteur polonais
- Ignacy Mościcki, président de la république de Pologne
- Reza Chah Pahlevi, chah d'Iran
- Leni Riefenstahl, cinéaste allemande, actrice et danseuse
- Demis Roussos, chanteur grec
- Omar Sharif, acteur égyptien
- Helena Vondráčková, chanteuse tchèque

## Galerie

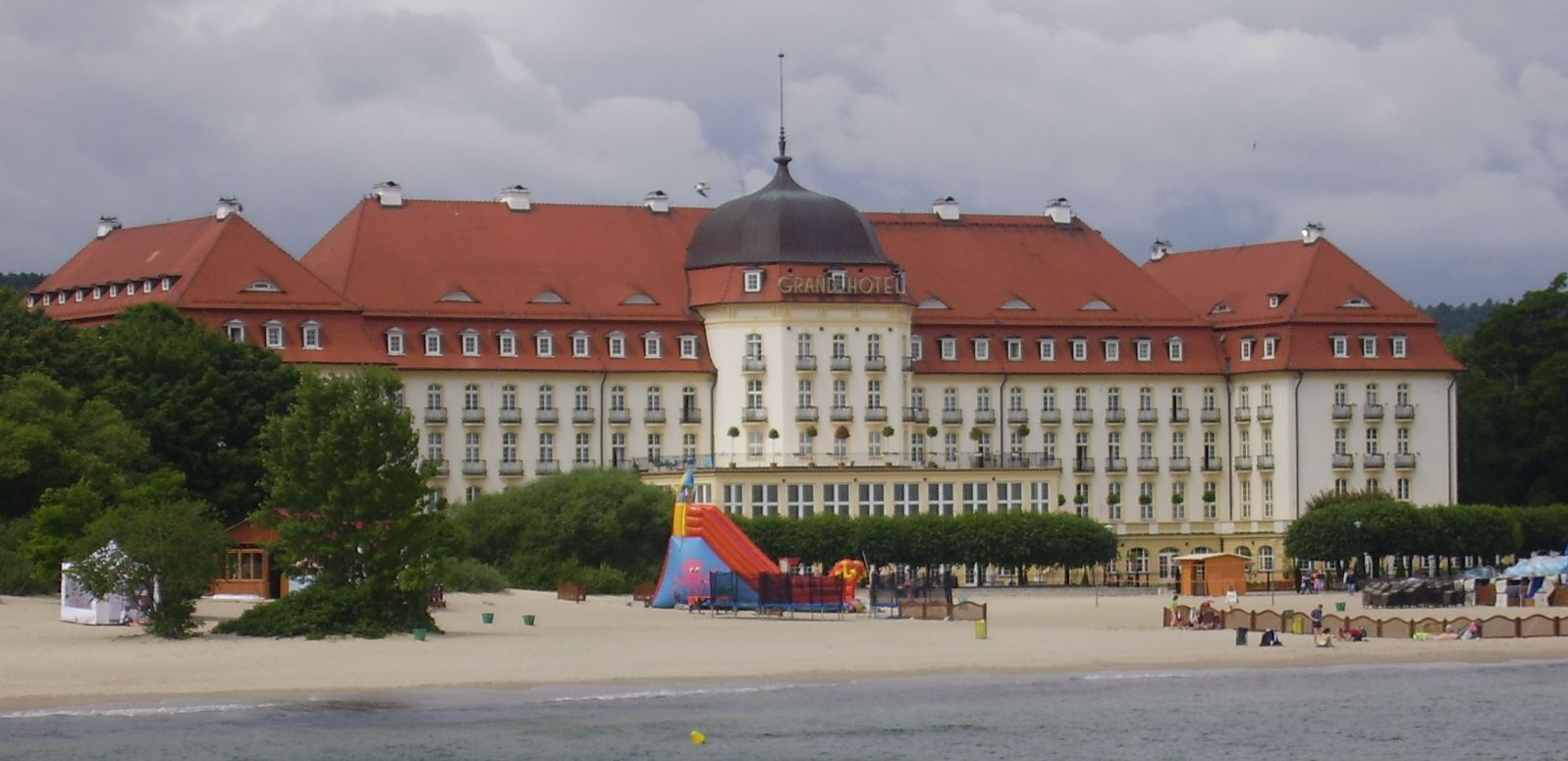
Grand Hotel Sopot
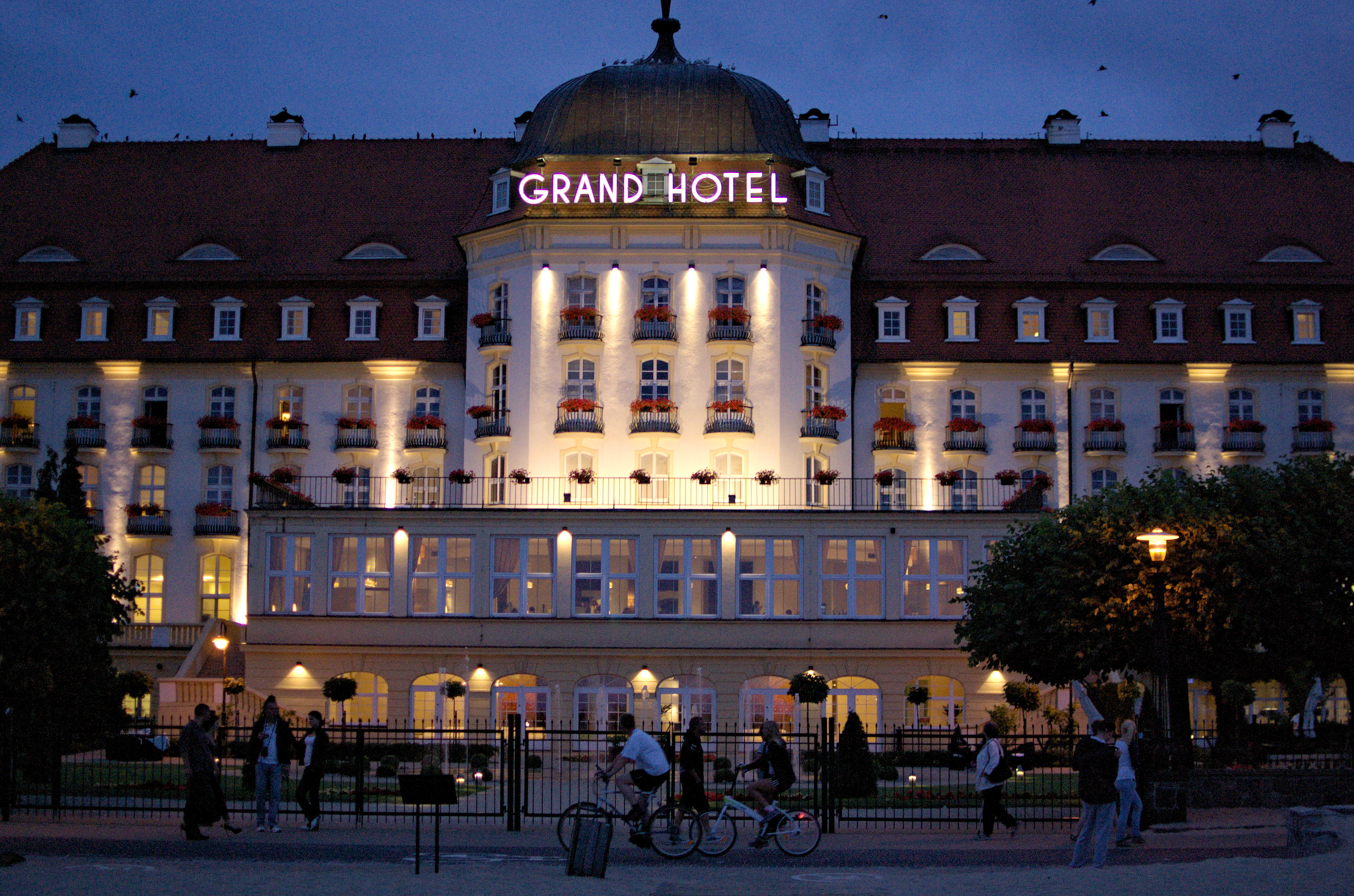
Le Grand Hotel Sopot la nuit